# Gerson Guimarães Junior
Gerson Guimarães Ferreira Junior (* 7. Januar 1992 in Rio de Janeiro), auch einfach nur Gerson genannt, ist ein brasilianischer Fußballspieler mit spanischem Reisepass.

## Karriere
Gerson begann seine Karriere in der Jugendmannschaft von Botafogo FR, von wo er 2011 nach Europa übersiedelte. Zuerst war der Mittelfeldspieler in der Jugendabteilung des niederländischen Klubs PSV Eindhoven aktiv, ehe er Anfang der Saison 2011/12 nach Spanien in die zweite Mannschaft von Atlético Madrid wechselte. 
Bereits Anfang des Jahres 2012 zog der Brasilianer weiter nach Österreich zum Kapfenberger SV, wo er mit den Obersteirern erfolglos gegen den Abstieg kämpfte. Sein Debüt in der höchsten österreichischen Spielklasse gab er am 25. Februar 2012 gegen FK Austria Wien, als er durchspielte. Das Spiel in Wien wurde 1:0 gewonnen.
Mitte Juni 2012 wurde vom SK Rapid Wien bekannt gegeben, dass Gerson auf Leihbasis für zumindest ein Jahr zum Wiener Fußballklub wechsle. Nach etwas weniger als einem Jahr in Wien gab der SK Rapid bekannt, die Option im Leihvertrag nicht wahrnehmen und den Brasilianer im weiteren Saisonverlauf auch nicht mehr einsetzen zu wollen.
Im Sommer 2013 wurde Gerson für ein halbes Jahr zu Ferencváros Budapest nach Ungarn ausgeliehen, ehe Anfang 2014 ein achtzehnmonatiges Leihgeschäft mit dem rumänischen Erstligisten Petrolul Ploiești vereinbart wurde. Dort kam er in der Rückrunde 2013/14 nur auf fünf Einsätze.
Anfang Februar 2015 wurde er vom polnischen Erstligisten Lechia Gdańsk verpflichtet. In der Saison 2016/17 wurde er an Górnik Łęczna ausgeliehen. Auf seine Rückkehr folgte eine weitere Ausleihe bis Jahresende 2017 an den koreanischen Club Gangwon FC. Im Frühjahr 2018 wurde sein Vertrag bei Lechia Gdańsk aufgelöst.
Zu Beginn 2019 ging Gerson zurück nach Brasilien, zunächst zu Centro Sportivo Alagoano in die Série A, wurde zum September dann an Esporte Club São Bento in die Série B ausgeliehen.
Im Februar 2020 wechselte er ablösefrei zurück nach Europa, in die lettische Virsliga zu FK Liepāja, bestritt dort aber bis Januar 2021 kein Spiel. Schließlich wechselte er wiederum ablösefrei, dieses Mal in die dritte japanische Liga, die J3 League zu Kagoshima United FC. Bei Kagoshima wurde er zweimal im Kaiserpokal von Beginn an eingesetzt, in der Liga jedoch errang Gerson nur eine Einwechslung.
Zum November 2021 lief sein Vertrag aus, seitdem ist Gerson zum zweiten Mal in seiner Karriere vereinslos (Stand Dezember 2021).